# 5.0
| Críticas profissionais | Críticas profissionais |
| Avaliações da crítica  | Avaliações da crítica  |
| Fonte                  | Avaliação              |
| ---------------------- | ---------------------- |
| Allmusic               | [ 1 ]                  |
| Rolling Stone          | [ 2 ]                  |
| Slant Magazine         | [ 3 ]                  |
| USA Today              | [ 4 ]                  |

5.0 é um álbum de estúdio do cantor norte-americano Nelly, lançado em 12 de novembro de 2010 pela Universal Motown/Derrty Entertainment. O álbum foi precedido pelos singles "Just a Dream" e "Move That Body", que foram publicados respectivamente em agosto e outubro de 2010.

## Faixa
1. "I'm Number 1" (com Birdman & DJ Khaled) - 3:32
2. "Long Gone" (com Chris Brown & Plies) - 3:40
3. "She's So Fly" (com T.I.)) - 3:21
4. "Just a Dream" - 3:57
5. "Making Movies" - 3:34
6. "Move That Body" (com T-Pain & Akon) - 3:25
7. "1000 Stacks" - 4:10
8. "Gone" (com Kelly Rowland) - 4:27
9. "Don't It Feel Good" - 4:10
10. "Broke" (com Sophie Greene & Yo Gotti) - 3:35
11. "Liv Tonight" (com Keri Hilson) - 4:31
12. "Nothing Without Her" - 3:39

Edição Deluxe
1. "Go" (com Ali & Talib Kweli) - 4:39
2. "If I Gave U 1" (com Avery Storm) - 4:27
3. "k. I.s.s." (com Dirty Money & Murphy Lee) - 3:45

Edição iTunes
1. "Giving Her the Grind" (com Sean Paul) - 3:48

## Classificações
| Classificação (2010)       | Posição mais alto |
| -------------------------- | ----------------- |
| Australian Albums Chart    | 17                |
| Canadian Albums Chart      | 19                |
| French Albums Chart        | 131               |
| Swiss Albums Chart         | 52                |
| UK Albums Chart            | 59                |
| EUA Billboard 200          | 10                |
| EUA Top R&B/Hip-Hop Albums | 2                 |
| EUA Top Rap Albums         | 1                 |